# Tom Payne
Thomas Payne, född 21 december 1982 i Essex, är en engelsk skådespelare. 
Payne är bland annat känd genom AMC:s The Walking Dead som Paul "Jesus" Rovia. Han spelade Malcom Bright i den amerikanska TV-serien Prodigal Son från 2019 till 2021.
År 2018 förlovade sig Payne med Jennifer Åkerman. I december 2020 gifte sig paret. De har tre barn tillsammans.